# Wa (Ghana)
Wa   este un oraș  în  partea de nord-vest a Ghanei,  centru administrativ al regiunii  Superioară de Vest.